# Imagerie infrarouge frontale

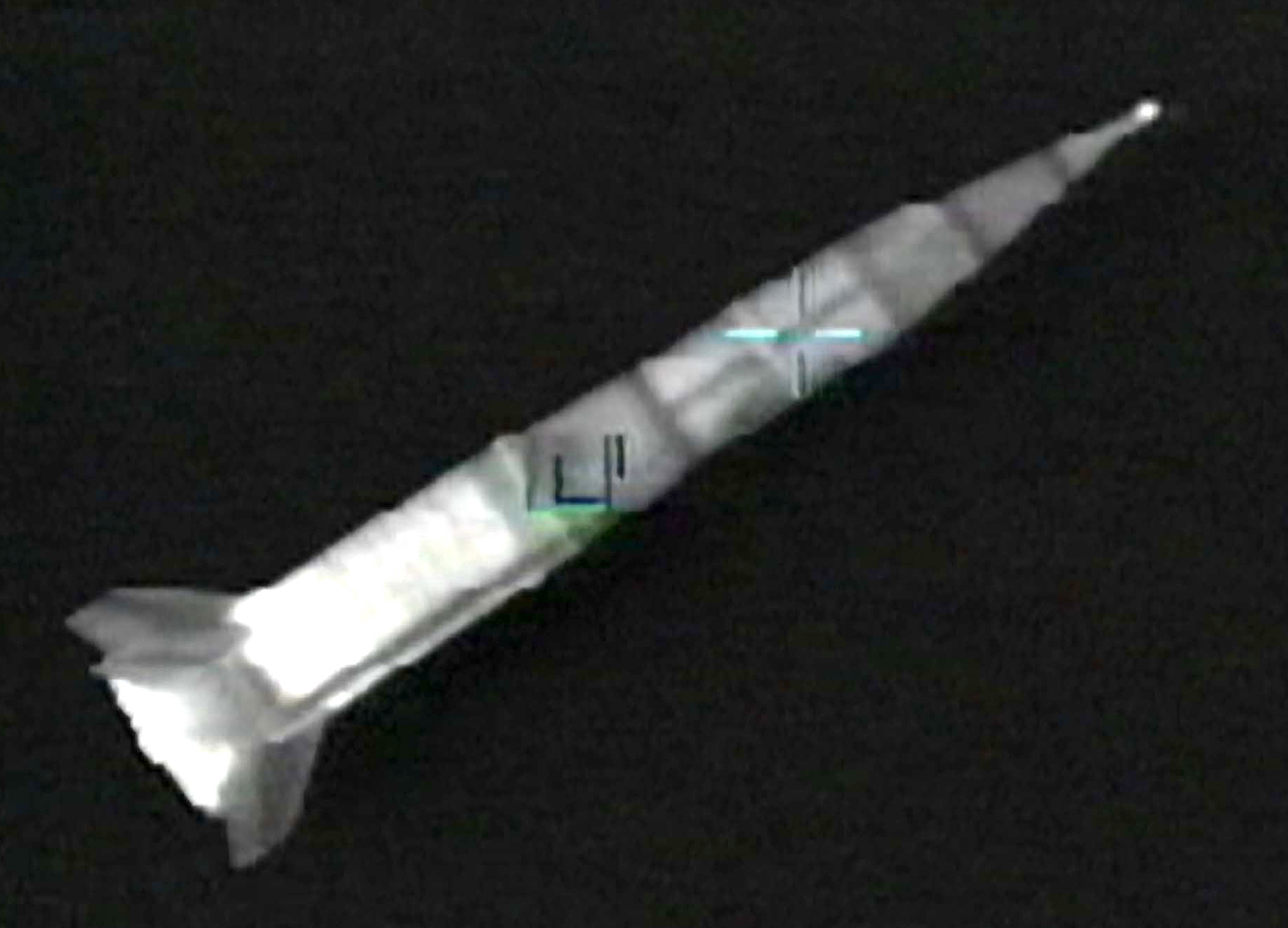
Image thermique d'un missile RIM-161 Standard Missile 3 prise par un FLIR.

En optronique militaire, l’« imagerie infrarouge frontale » (en anglais forward looking infrared, FLIR) est une technique permettant de visualiser son environnement sans utiliser la lumière visible mais les rayons infrarouges. On peut ainsi détecter les sources de chaleur, et « voir » même la nuit.

## Historique
Par rapport au radar, la technologie FLIR est relativement récente.
Le premier prototype de Texas Instruments date de 1964. La première utilisation en situation fut pendant la guerre du Viêt Nam, pour donner aux soldats une vision de nuit.

## Principe technique
L’intérêt de l’infrarouge est de pouvoir détecter les sources de chaleur, de jour comme de nuit.
Les systèmes FLIR utilisent la bande 8 - 14 µm ce qui permet de détecter des sources d’une centaine de kelvins.
Le système commence par filtrer la lumière visible et l’infrarouge non désirés.
L’image est ensuite focalisée sur un capteur à semi-conducteur refroidi à l'azote liquide (−200 °C), généralement de type photodiode et plus récemment de type QWIP.
Le FLIR ne doit pas être confondu avec la veille infrarouge (IRST) qui est un système d’imagerie infrarouge dont le champ est plus important mais la fréquence moins élevée.

## Quelques systèmes

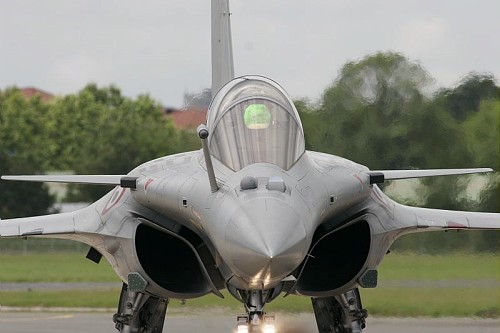
Optronique secteur frontal du Rafale
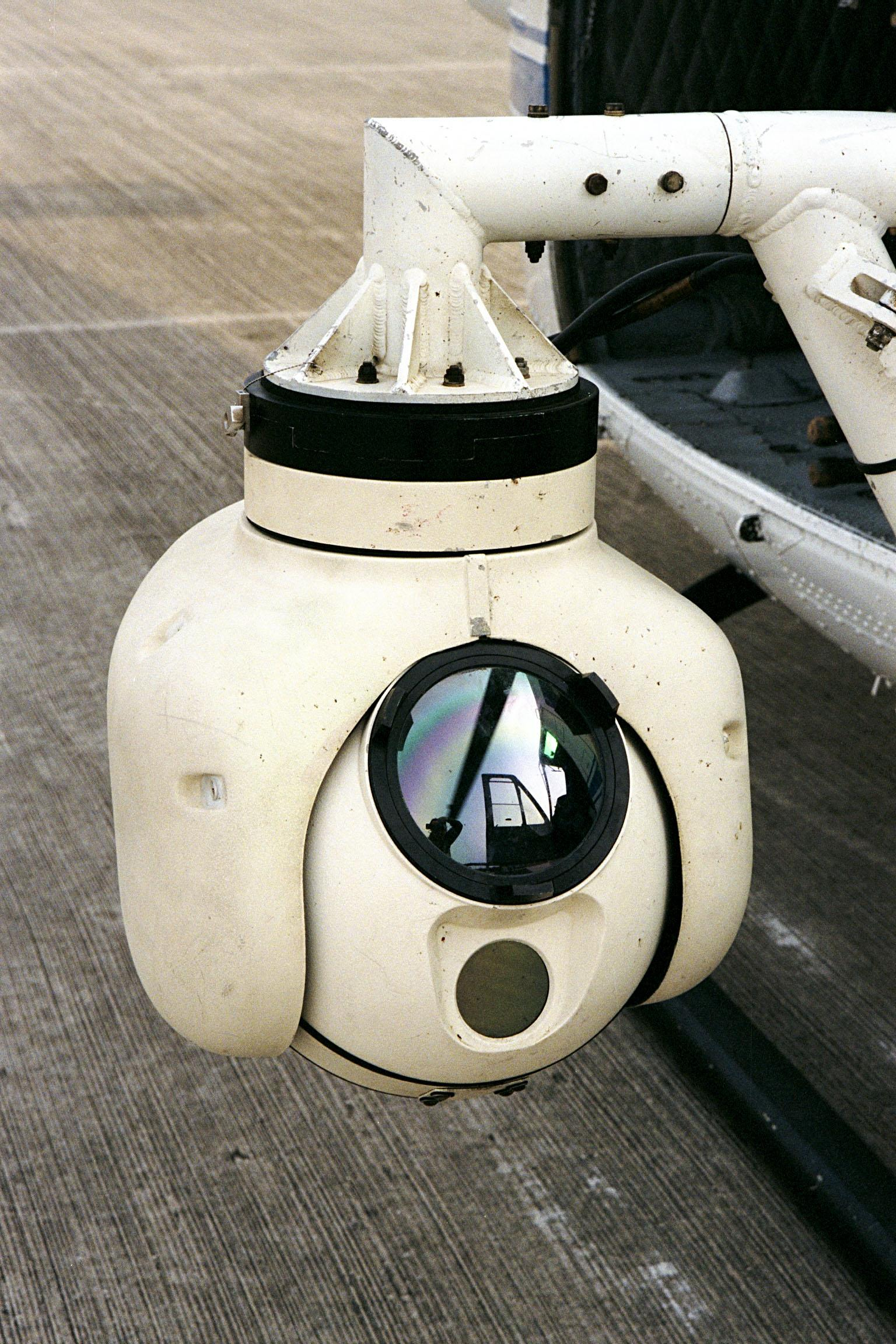
Caméra infrarouge sur un hélicoptère
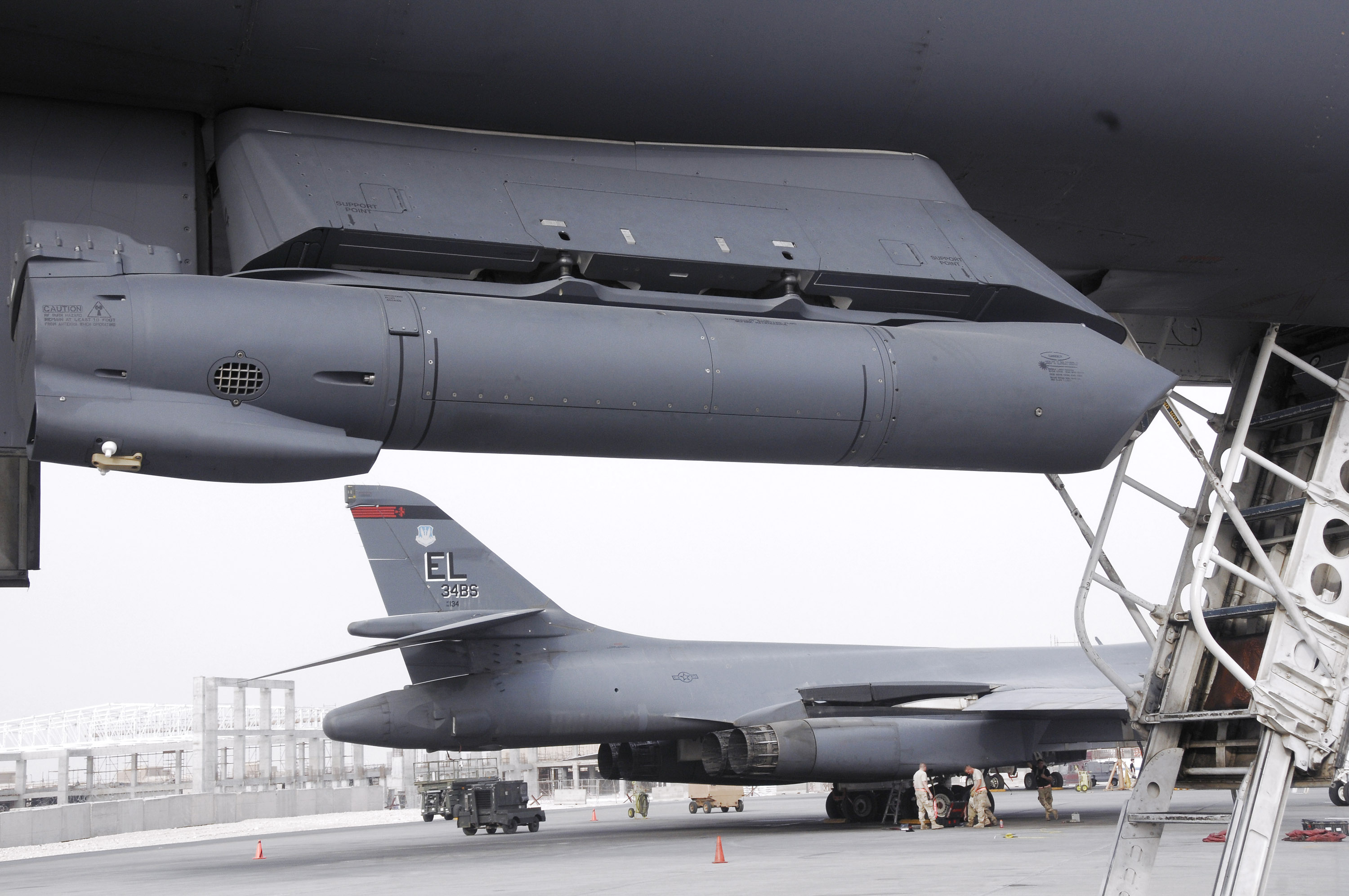
Lockheed Martin Sniper XR
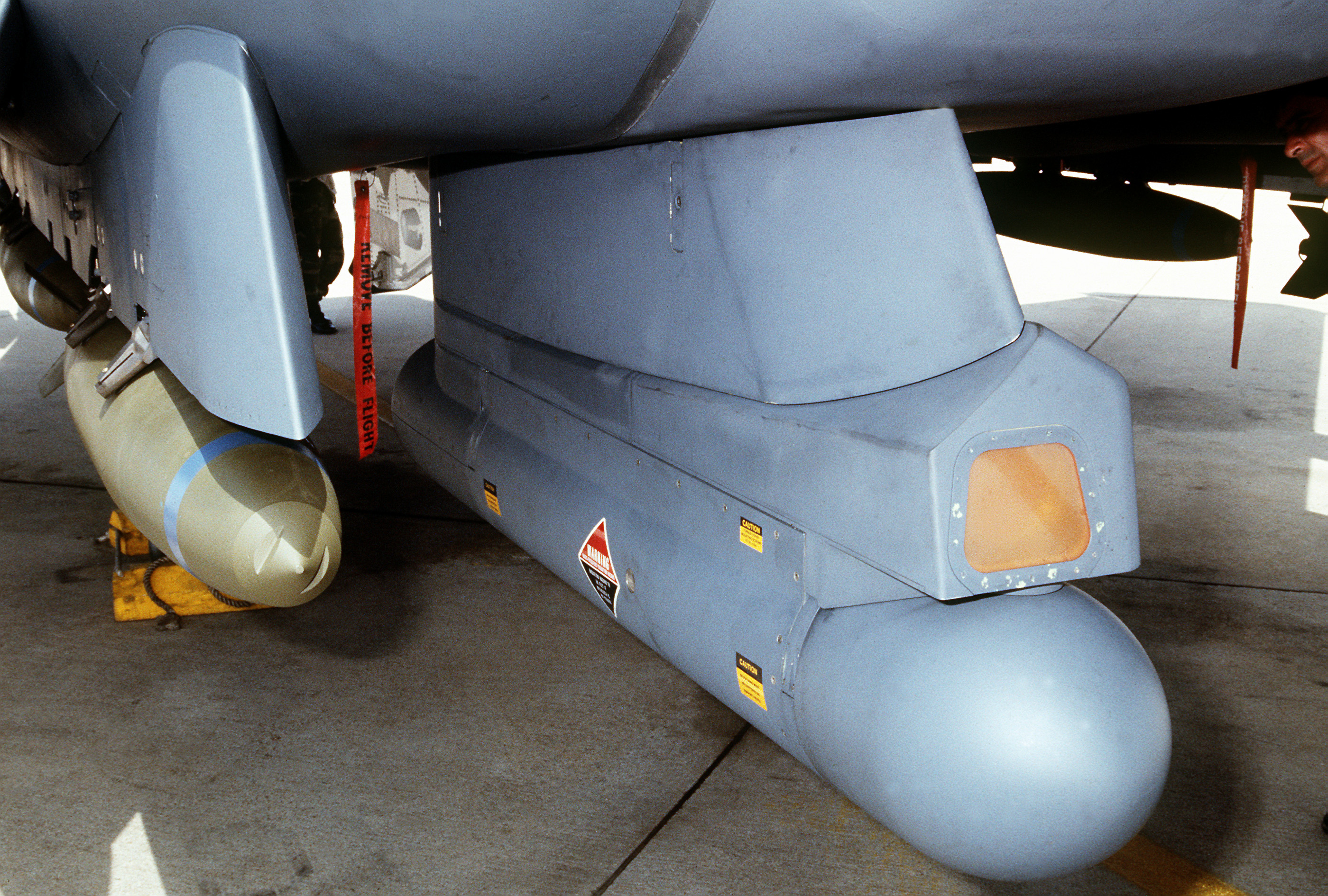
Low Altitude Navigation and Targeting Infrared for Night
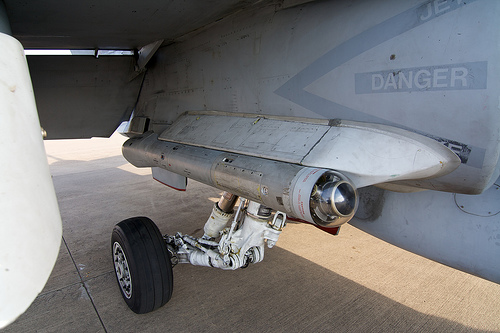
AN/AAS-38
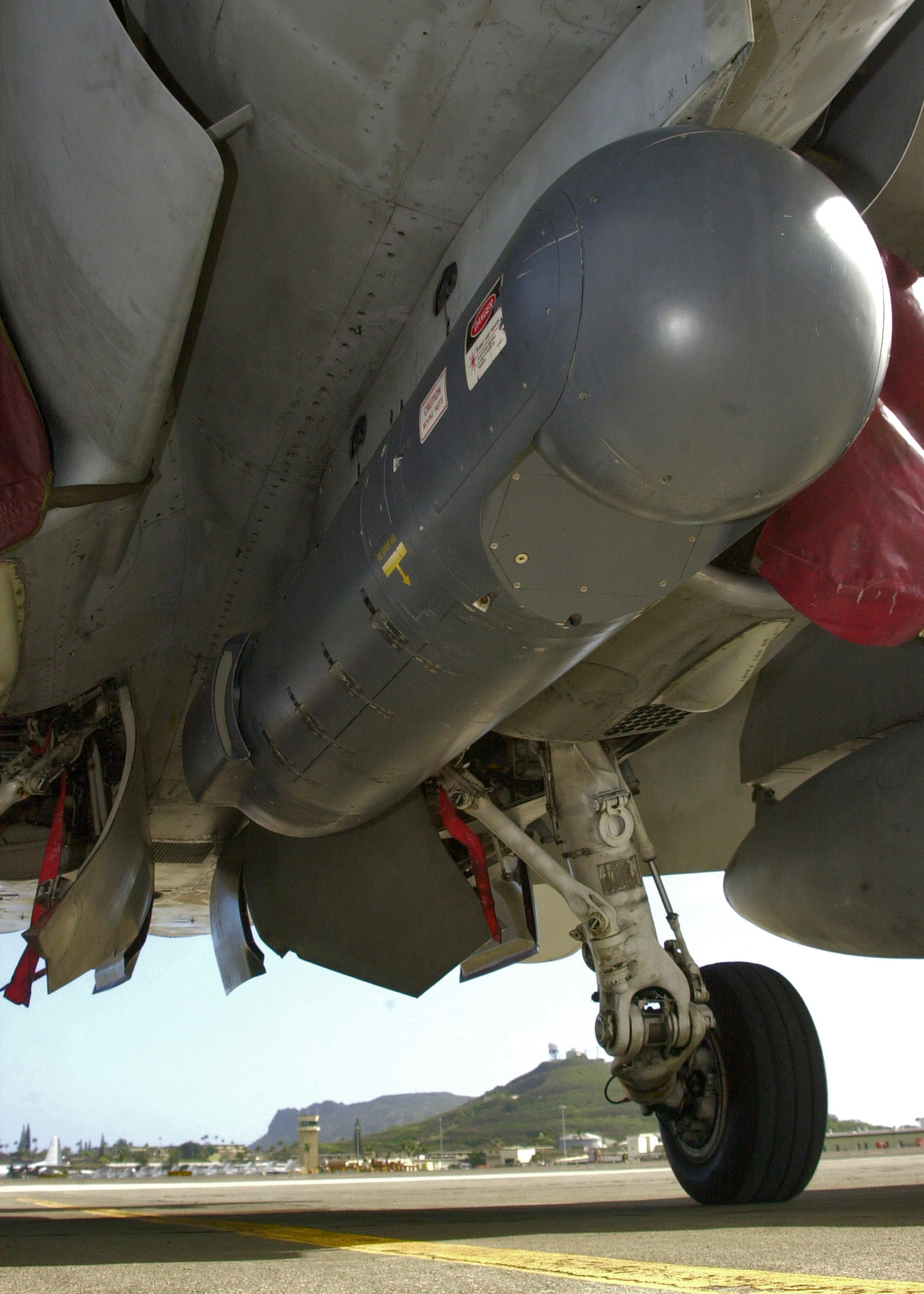
AN/AAQ-28(V) LITENING
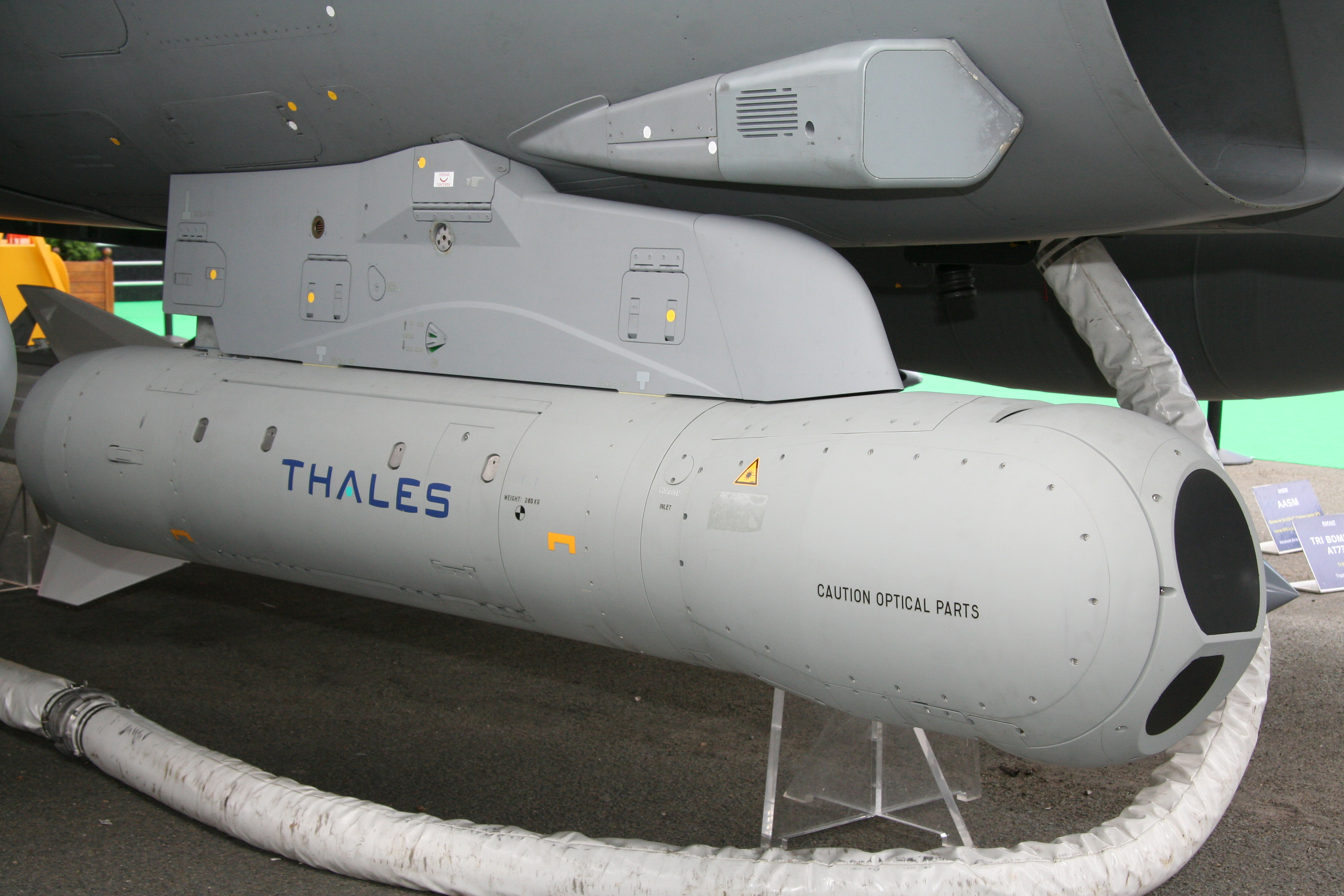
Pod Damoclès
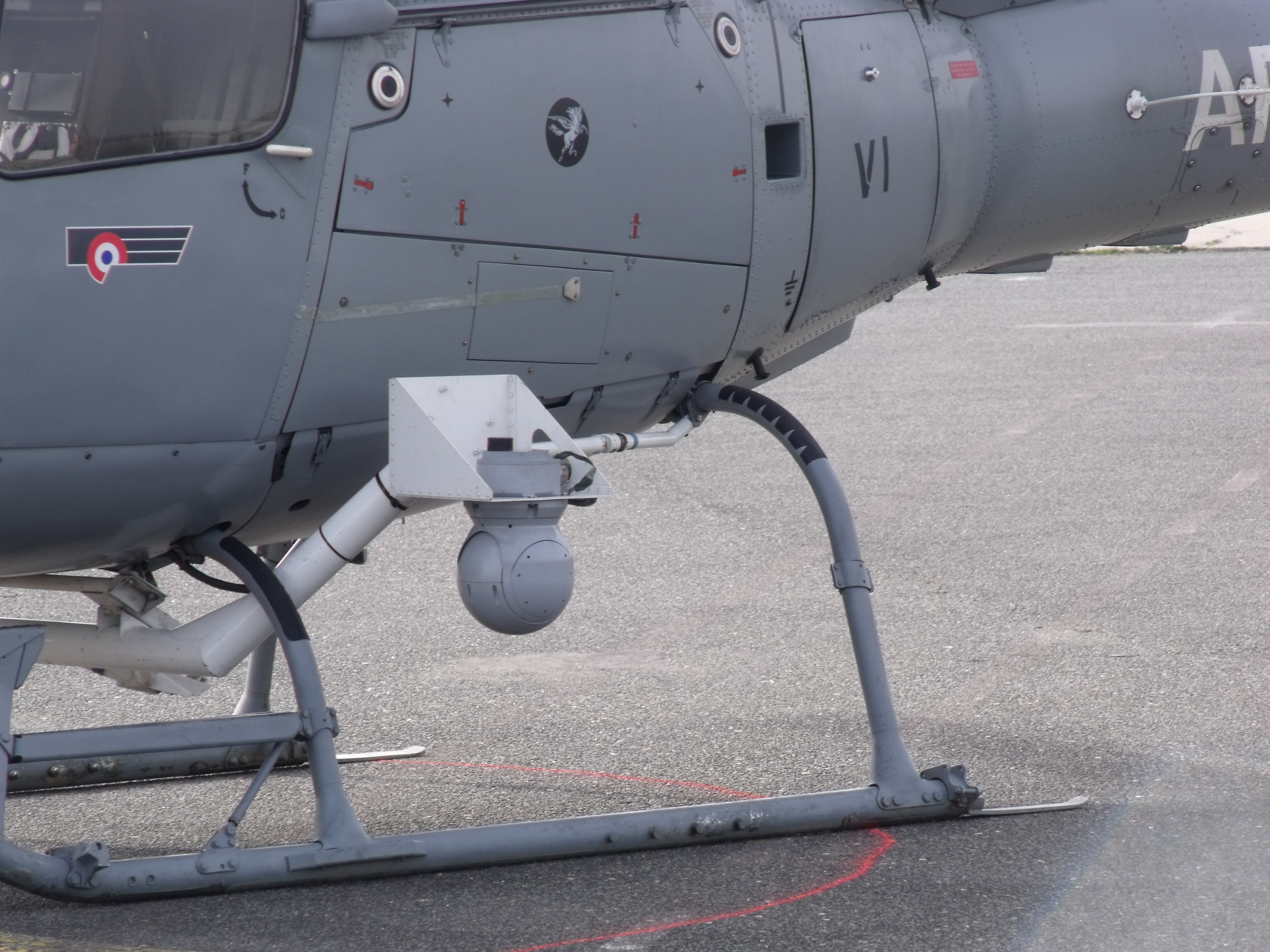
Flir sur AS-555.

Remarque : certains systèmes ont également des fonctions IRST ou désignateur laser.